# Саша Гитри
Саша̀ Гитрѝ (на френски: Sacha Guitry, истинско име Александър Пиер Жорж „Саша“ Гитри на френски: Alexandre-Pierre Georges „Sacha“ Guitry) е френски сценичен и филмов актьор, режисьор, сценарист и драматург. Той е син на големия френски театрален артист, актьора Люсиен Гитри. Роден е на 21 февруари 1885 г. в Санкт Петербург, Русия. Кръстник му е император Александър III. Почива на 24 юли 1957 г. в Париж, Франция.
Влечението му към сцената проличава от най-ранна възраст. Той е само на 17 г., когато е поставена първата му пиеса „Пажът“. Талантлив драматург, Гитри написва около 120 театрални пиеси, като играе във всяка от тях. От самото начало покорява зрителите с блестящите си импровизации. Театралното му творчество е сравнявано с това на Молиер. Като него пише популярни комедии, в които осмива дребните човешки слабости със забележителна духовитост и остроумие. Много от тях самият той пренася на екрана. Играе както в исторически драми, така и в леки комедии, като прави по 5 филма средно на година.
Играе в почти всички свои филми, общо 33, от които най-известни остават „Историята на един измамник“, „Дезире“, „Баща ми беше прав“, „Кадрил“, „Деветима ергени“, „Отровата“, „Приказка за Версай“, „Убийци и крадци“.
В личния си живот Саша Гитри минава за своенравна личност, чието високомерие и чудатост редовно предизвикват сензации и противоречиви коментари. Прословуто е презрителното му отношение към жените, което обаче не му пречи да има 5 брака, всичките с изгряващи звезди, на които помага в кариерата.
Командор на Ордена на почетния легион. Саша Гитри е един от най-често играните драматурзи във Франция.

## Избрана филмография
| Година | Филм                            | Оригинално заглавие         |
| ------ | ------------------------------- | --------------------------- |
| 1954   | Ако ми бяха разказали за Версай | Si Versailles m'était conté |
| 1955   | Ако му бяха разказали за Париж  | Si Paris nous était conté   |